# Jessica Wahls

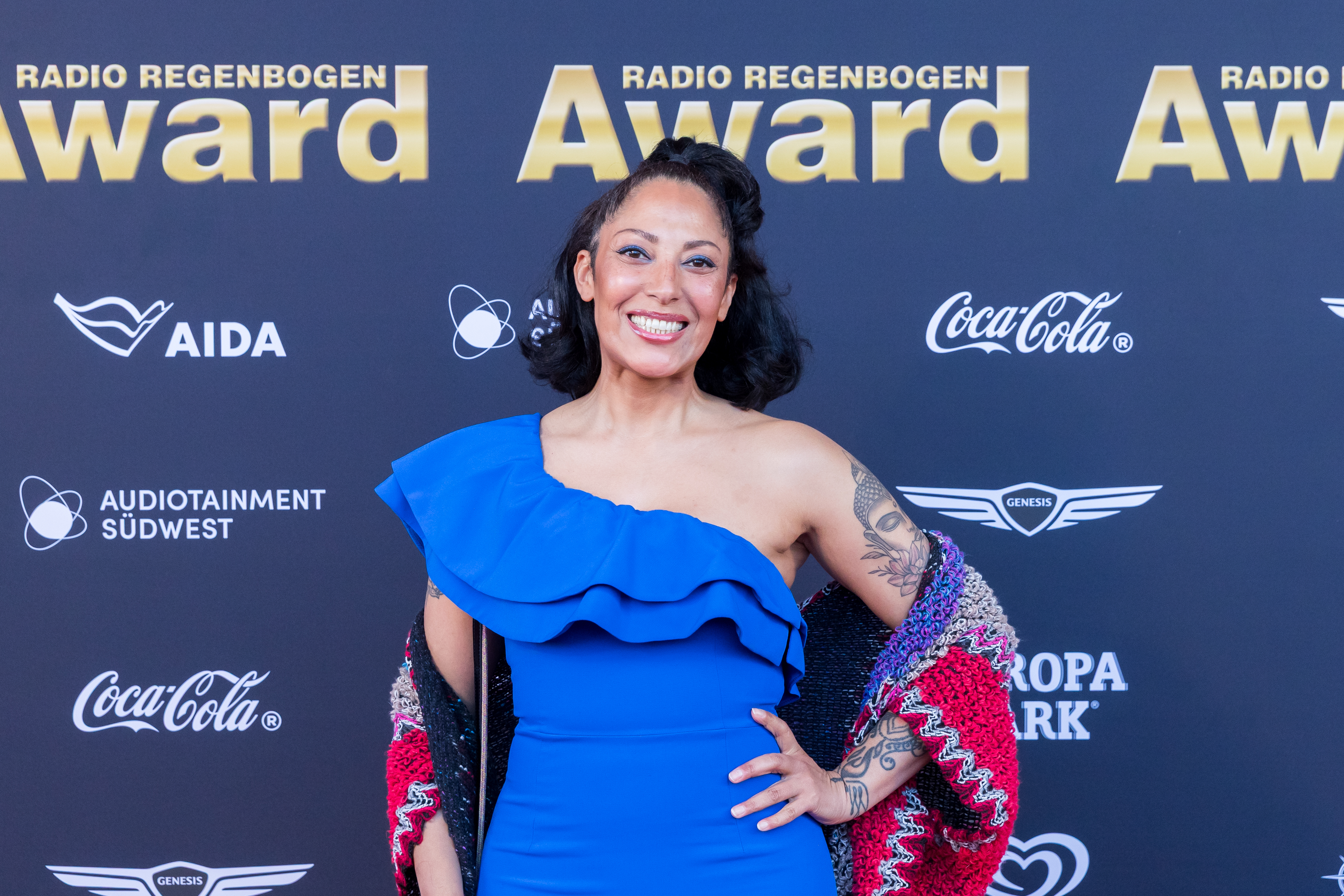
Jessica Wahls (2025)

Jessica Martina Wahls (* 2. Februar 1977 in Frankfurt am Main), zeitweise auch als Jess aufgetreten, ist eine deutsche Popsängerin und Moderatorin. Sie wurde bekannt als Mitglied der deutschen Girlgroup No Angels.

## Leben
Jessica Wahls wuchs in Rodheim vor der Höhe auf, einem Ortsteil von Rosbach vor der Höhe. Ihr afro-amerikanischer Vater stammt aus Washington, D. C., ihre Mutter ist Deutsche. Als Jugendliche jobbte Wahls in der Werbefirma ihrer Mutter. Später begann sie eine Berufsausbildung zur Reiseverkehrskauffrau, die sie wenige Wochen vor der Abschlussprüfung abbrach, um im Jahr 2000 Mitglied der Girlgroup No Angels zu werden.
Von 2001 bis 2008 war Wahls mit dem Tänzer, Choreografen und Gastronom Sascha Dickreuter liiert, der auch Vater ihrer im März 2003 geborenen Tochter ist. Die Patentante ihrer Tochter ist Sandy Mölling.
Im Frühjahr 2012 zog Wahls aufgrund ihrer Tätigkeit beim Mitteldeutschen Rundfunk mit ihrer Tochter nach Leipzig.

## Künstlerischer Werdegang
Erste Musikerfahrungen sammelte Wahls mit ihrer Freundin Kikki in der RTL-Sendung Mini Stars, in der Kinder Coverversionen von bekannten Hits sangen. Zwischen 1987 und 1990 waren Wahls und Kikki mit verschiedenen Songs auf insgesamt vier Samplern der Mini Stars zu hören. Anschließend sang Wahls in der Musikschule im Chor. Mit 14 Jahren wurde sie außerdem Mitglied im Schulchor und spielte die Acid Queen in der Rockoper Tommy von The Who. Mit 18 Jahren war sie Sängerin in einer Blues-Band. Im Anschluss wurde Wahls Mitglied der vierköpfigen Girlband Snowflakes. Nach Studioaufnahmen für das erste Album und kurz vor Unterzeichnung eines Plattenvertrags wurde die Band aufgrund des Ausstiegs eines Mitglieds aufgelöst.

### No Angels

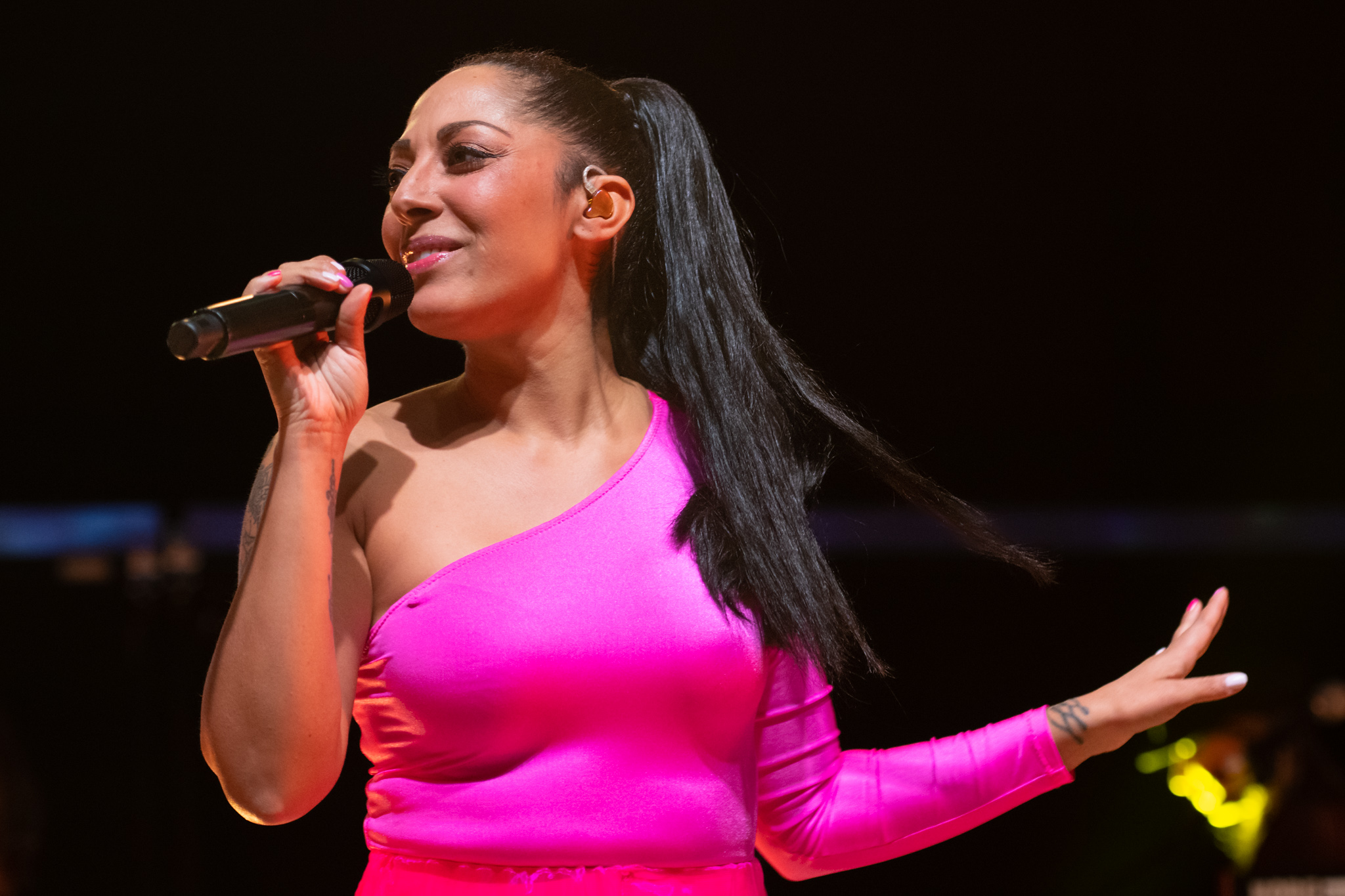
Jessica Wahls während der No Angels-Celebration-Tour (2022)

Im Jahr 2000 rief der Fernsehsender RTL II zum Casting für die deutsche Version der Show Popstars auf. Gesucht wurden junge Frauen ab 18 Jahren für eine Girlgroup. Wahls sah den Aufruf im Fernsehen, und trotz Erkältung und ohne genau zu wissen, worum es sich bei der Show handelte, ließ sie sich von ihrer Mutter und einer Freundin überreden, am Casting in Frankfurt am Main teilzunehmen. Sie sang in der ersten Runde Saving All My Love for You von Whitney Houston und nahm nach weiteren Castingrunden als eine von 32 Teilnehmerinnen an einem Gesangs- und Tanzworkshop auf Mallorca teil. Wahls und weitere zehn Finalistinnen kehrten nach Deutschland zurück. Dort erfuhren Wahls, Nadja Benaissa, Lucy Diakovska, Sandy Mölling und Vanessa Petruo, dass sie als Siegerinnen der neuen Girlband No Angels angehören.
Im Sommer 2002 verkündete Wahls ihre Schwangerschaft und verließ die Band im Dezember des gleichen Jahres für eine sechsmonatige Babypause. Nach der Geburt ihrer Tochter im März 2003 kehrte sie zugunsten ihres Kindes und einer Karriere als Solointerpretin nicht mehr in die Band zurück. Im Frühjahr 2021 gab sie in einem Interview bekannt, dass ihr Ausstieg die Entscheidung des damaligen Managements war. Bevor sich die No Angels Ende 2003 trennten, wurde das Best-Of-Album The Best of No Angels und die Abschiedssingle Reason wieder gemeinsam mit Wahls veröffentlicht. Im Januar 2007 startete Wahls gemeinsam mit drei weiteren Gründungsmitgliedern mit dem Album Destiny ein Comeback. Nachdem die No Angels nach dem Ausstieg von Bandmitglied Benaissa ab 2010 nur noch als Trio bestanden, konzentrierten sich die verbliebenen Bandmitglieder wieder verstärkt auf ihre Solokarrieren. Im Juni 2014 wurde die Trennung der Band verkündet. Zum 20-jährigen Bandjubiläum veröffentlichten die No Angels im Juni 2021 ihr neues Album 20.
Mit über fünf Millionen verkauften Tonträgern sind die No Angels bis heute die meistverkaufte deutsche Girlgroup aller Zeiten und die erfolgreichste Girlgroup Kontinentaleuropas. Wahls schrieb an den Songs Shield Against My Sorrow, Up Against the Wall, Young Love und One Life mit.

### Solosängerin

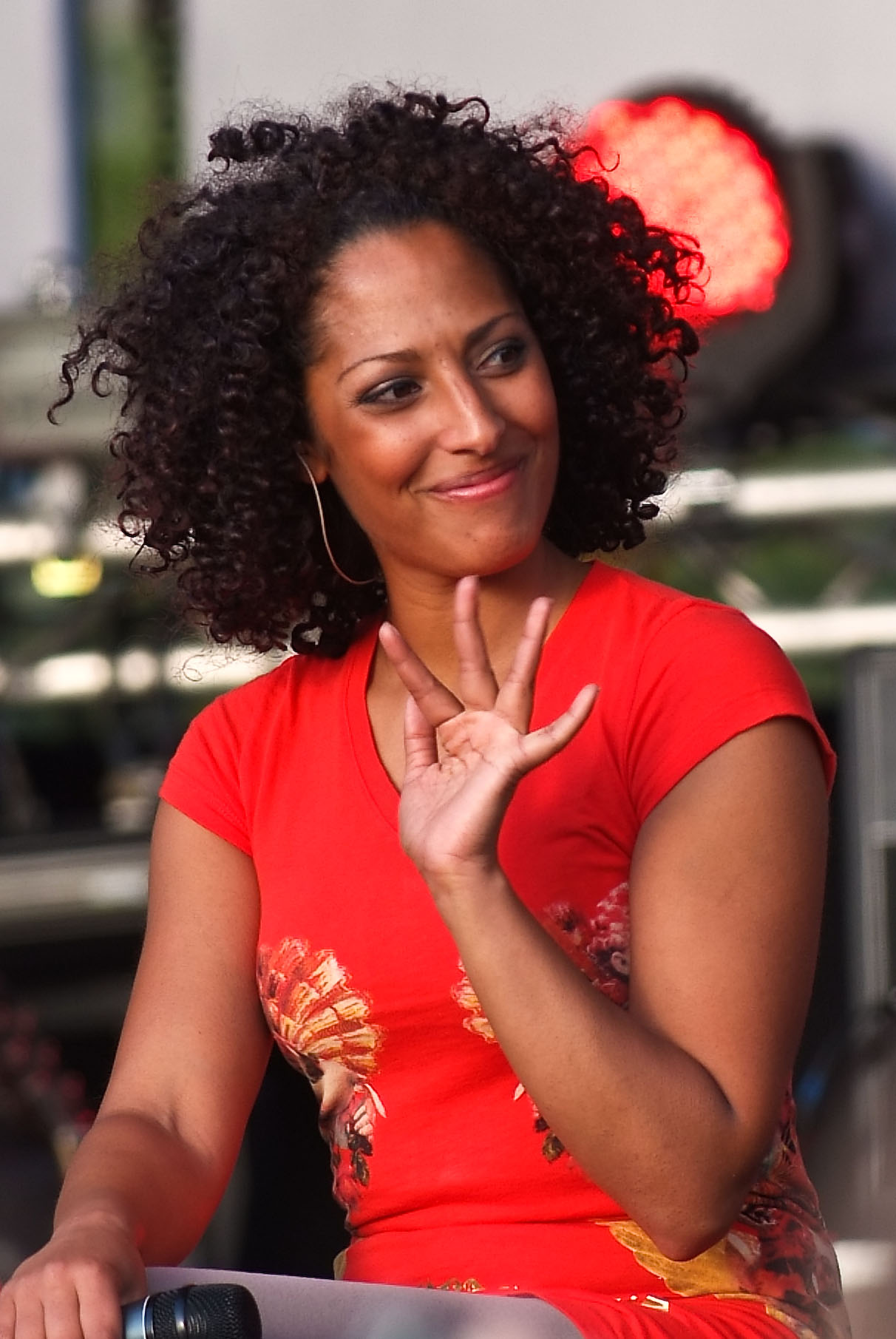
Jessica Wahls (2008)

Nach der Babypause und dem Ausstieg bei den No Angels startete Wahls im September 2003 ihre Solokarriere als Jess mit dem Song Ten Steps Back. Dieser wurde im Juli 2003 in Frankfurt eingesungen. Ihren ersten Auftritt als Solosängerin hatte Wahls bei der Musikshow The Dome 27 von RTL II, bei der sie Ten Steps Back in einer Version mit einem Dancebreak und zehn Backgroundtänzern vorstellte. Das Erscheinen der Single fand zeitgleich mit der Ankündigung der Trennung der No Angels statt, die die Veröffentlichung von Ten Steps Back überschattete. Die Single erreichte Platz 41 in den Singlecharts in Deutschland und hielt sich dort acht Wochen. In Österreich erreichte der Song Platz 54. Im November 2003 lehrte Wahls in der zweiten Staffel der KiKA-Show Stardance in vier Shows Kindern die Choreographie zu Ten Steps Back.
Im November des gleichen Jahres war Wahls Teil der TV Allstars, einem Zusammenschluss von Bands und Sängern verschiedener Castingshows. Gemeinsam veröffentlichten sie ein Cover des Band-Aid-Songs Do They Know It’s Christmas?. Die Single erreichte Platz drei in den deutschen, Platz 26 in den österreichischen und Platz 51 in den Schweizer Singlecharts und wurde in Deutschland mit einer Goldenen Schallplatte für über 250.000 verkaufte Exemplare ausgezeichnet. Für das Album The Ultimate Christmas Album der TV Allstars nahm Wahls eine eigene Version des Songs Winter Wonderland auf. Das Album erreichte Platz 3 in Deutschland, Platz 28 in Österreich und Platz 32 in der Schweiz und wurde in Deutschland ebenfalls mit einer Goldenen Schallplatte ausgezeichnet.
Wahls' zweite Single Don’t Get Me Started, geschrieben von US-Songwriter Peter Quint, wurde im August 2004 veröffentlicht. Die Single-CD enthält die B-Seite Move It On, die von Wahls mitgeschrieben wurde. Don’t Get Me Started erreichte Platz 51 in den deutschen Singlecharts und hielt sich dort vier Wochen. Im September des gleichen Jahres erschien auf dem Album Lovers Forever von Marshall & Alexander der Song When We Kiss gemeinsam mit Wahls. Für das Jahr 2004 wurde ein Soloalbum angekündigt, für das Wahls seit Herbst 2003 Songs schrieb und aufnahm. Einige dieser Songs, darunter u. a. Crime und No More, stellte Wahls bei Auftritten vor. Das Album wurde jedoch nicht veröffentlicht.
Im März 2005 wurde die erste deutschsprachige Single von Wahls, Du bist wie ich, bei Polydor veröffentlicht. Die B-Seite Million Miles wurde von Wahls mitgeschrieben. Du bist wie ich war von 2004 bis 2009 Titelmusik der Fernsehsendung KiKA LIVE. Der Song erreichte Platz 78 in den deutschen Singlecharts. Im November 2005 erschien unter ihrem vollständigen Namen Jessica Wahls die Single Bedingungslos mit der B-Seite Ich flieg davon bei der Plattenfirma Maseco Media. Beide Songs wurden von Wahls mitgeschrieben. Die Single platzierte sich auf Platz 92 der Singlecharts in Deutschland. Im selben Jahr sang Wahls zur Unterstützung eines Projekts der Kinderhilfsinitiative Heinz-der-Stier-Stiftung von Heinz Hönig den Song Du bist nicht allein ein. Für das Jahr 2006 wurde ein Studioalbum angekündigt, für das Wahls deutschsprachige Lieder schrieb und einsang. Eine kommerzielle Veröffentlichung des Albums wurde aufgrund des Insolvenzverfahrens ihrer Plattenfirma Maseco Media nicht realisiert. Einige Songs stellte Wahls bei Auftritten vor und veröffentlichte sie später auf ihrem Myspace-Profil, darunter auch die Titel Ich seh dein Bild, Wenn der Vorhang fällt und Wach auf.
Im Juni 2011 veröffentlichte Wahls den Song Reach Out Your Hand auf dem Sampler We Care der Hilfsorganisation CARE. Im Januar 2014 veröffentlichte der Rapper Young CRhyme die Single The Love Is so Far Away gemeinsam mit Wahls, die den Refrain beisteuerte. 2016 wurde der Song How to Dance des Rappers The Breed gemeinsam mit Wahls veröffentlicht. 2017 erschien der Benefizsong Nichts ist mehr wie früher, den Wahls gemeinsam mit Volker Schlag dem Boxer Eduard Gutknecht widmete, der bei einem Boxkampf verunglückte. Im selben Jahr war sie als Gast im Song Girls Party von The Breed zu hören. 2021 erschien für den Verein The Rising Lions der gleichnamige Song gemeinsam mit Alex Silva. Von 2012 bis 2019 und 2022 trat Wahls jährlich im Rahmen der MDR Jump Weihnachtsmarkt-Tour auf Weihnachtsmärkten in Sachsen, Sachsen-Anhalt und Thüringen auf. In ihrem Bühnenprogramm präsentierte sie internationale Weihnachtsklassiker. Die Tour fand mit wechselnden Gästen statt und wurde jährlich von bis zu 25.000 Menschen besucht. Ende 2022 gab Wahls in einem Interview bekannt, an der Weiterentwicklung ihrer bereits aufgenommenen, deutschsprachigen Songs arbeiten zu wollen. Dafür habe sie Kontakt zu möglichen Musikproduzenten aufgenommen.
Im Februar 2024 erschien anlässlich der Neuverfilmung der Kinderserie Spuk unterm Riesenrad als Kinofilm der Song Self Power Voodoo von Wahls gemeinsam mit NKSN auf dem offiziellen Soundtrack zum Film.

### Moderation
Fernsehen und Live-Veranstaltungen
Seit 2005 arbeitet Wahls als Moderatorin im Fernsehen und bei Live-Veranstaltungen. Im Winter 2004 moderierte sie mit Klass Heufer-Umlauf die Weihnachtsshow Your Stars For Christmas auf VIVA. 2005 moderierte sie vertretungsweise die Show 17 auf VIVA. Moderationen für MTV folgten. Bei 9Live war sie im selben Jahr als freibeschäftigte Moderatorin tätig und moderierte die Shows 9Live Quizfabrik, Quizzo und 9Live Reiseclub. 2008 moderierte sie zwei Staffeln der wöchentlichen Show EnterTierment auf dem TV-Sender Tier TV. Sie moderiert seit 2015 die Veranstaltung Leipziger Viertelfinale! des RB Leipzig und ist auch als Co-Stadionsprecherin aktiv. Seit 2017 moderiert sie mit Kollegen beim Dresdner Opernball auf dem Theaterplatz vor der Oper in Dresden. Im Jahr 2018 moderierte sie eine Veranstaltung für Porsche.
Radio
Von Februar bis November 2011 moderierte Wahls montags bis freitags ihre eigene Radioshow, die Nachmittagssendung @work, sowie die Sendung Brandneu bei Radio Energy in Frankfurt am Main. Seit März 2012 ist Wahls Gesicht und Expertin der Musikredaktion bei MDR Jump in Halle (Saale). Sie ist u. a. zuständig für die Musikplanung des Senders, erstellt im Rahmen des Programms Hit-Versteher Radiobeiträge mit Hintergrundinformationen zu Songs, singt Jingles ein und führt Interviews mit Künstlern.

### Fernsehen, Werbeaktivitäten und Sonstiges
Fernsehen
- In einer Folge der ProSieben-Sendung We Are Family! wurde im Jahr 2005 über Wahls’ Leben berichtet.
- Im Frühjahr 2018 war Wahls eine von mehreren prominenten Müttern, die in der RTL-II-Sendung Wir bekommen dein Baby – Promimütter helfen junge Mütter unterstützen, sich auf die Geburt ihres Kindes und die Zeit nach der Geburt vorzubereiten.[28]

Werbeaktivitäten
- 2005 wurde Wahls für ein Jahr Werbegesicht von TrekStor. In diesem Rahmen gab sie Liveauftritte und Autogrammstunden und moderierte Veranstaltungen, zum Beispiel auf der IFA. Es wurde zudem ein MP3-Player veröffentlicht, der nach Wahls benannt wurde – Trekstor i.Beat jess.[29]
- 2006 arbeitete Wahls mit dem Versandhaus Neckermann zusammen, das sie zunächst auf Events vertrat und deren Kindermodeschauen sie moderierte. In den Jahren 2007 und 2008 entwarf sie mit Neckermann eine eigene Kindermodelinie Mäuselinchen by Jessica Wahls, für welche ihre Tochter Modell stand.[30]
- 2008 war sie als Werbegesicht in einem Werbespot des Karaokesystems Magic Sing der Firma Karcher zu sehen und ist seither auch auf Coverbildern unterschiedlicher Magic Sing-Modelle zu sehen.

Sonstiges
- Im Mai 2005 war Wahls im deutschen Playboy zu sehen.
- Im Frühjahr 2007 posierte Wahls für das Männermagazin Maxim.
- 2009 spielte Wahls im Kurzfilm The Vampires Club für die Terenzi Horror Nights von Marc Terenzi mit.
- Im Jahr 2011 wurde Wahls als eine der 55 schönsten Playboy-Stars aller Zeiten im Rahmen einer Special Edition des Playboys geführt.[31]
- Seit 2014 spricht Wahls als Synchronsprecherin Hauptrollen in Hörspielen des Hörspielautors Martin Bolik.
- Seit 2020 ist Wahls als Künstlerin im Deutschen Museum für Schwarze Unterhaltung und Black Music geführt. Als Leihgabe stellte sie dem Museum ihre mit den No Angels im Jahr 2001 gewonnene Bambi-Trophäe zur Verfügung.[32]

## Ehrenamtliches Engagement
Wahls engagiert sich für die Heinz-der-Stier-Stiftung, die sich für benachteiligte Kinder und Jugendliche einsetzt. Im Rahmen ihres Engagements tritt sie unter anderem mit dem für die Stiftung eingesungenen Song Du bist nicht allein auf und nimmt an Charity-Veranstaltungen teil. Der Song Reach Out Your Hand wurde 2011 von Wahls auf einem Sampler der internationalen Hilfsorganisation CARE veröffentlicht, dessen Gewinne direkt an das Hilfswerk gehen. Im Videoclip des Songs treten neben Wahls zahlreiche weitere Prominente auf, um die Organisation zu unterstützen. Mit Volker Schlag nahm Wahls 2017 den Song Nichts ist mehr wie früher auf, um den Profiboxer Eduard Gutknecht zu unterstützen. Sie präsentierten den Song auf einer Benefizveranstaltung in Gifhorn. Alle Einnahmen des Songs werden gespendet. Wahls engagiert sich seit 2018 im Verein The Rising Lions, der Bildungsprojekte weltweit unterstützt. Gemeinsam mit Alex Silva veröffentlichte sie 2021 für den Verein den Song The Rising Lions.

## Tourneen
- 2012–2019, 2022: MDR Jump Weihnachtsmarkt-Tour (auf Weihnachtsmärkten in Sachsen, Sachsen-Anhalt und Thüringen)

## Diskografie
Singles als Leadmusikerin

| Jahr              | Titel Album                  | Höchstplatzierung, Gesamtwochen, AuszeichnungChartplatzierungen (Jahr, Titel, Album, Platzierungen, Wochen, Auszeichnungen, Anmerkungen) | Höchstplatzierung, Gesamtwochen, AuszeichnungChartplatzierungen (Jahr, Titel, Album, Platzierungen, Wochen, Auszeichnungen, Anmerkungen) | Höchstplatzierung, Gesamtwochen, AuszeichnungChartplatzierungen (Jahr, Titel, Album, Platzierungen, Wochen, Auszeichnungen, Anmerkungen) | Anmerkungen                                               |
| Jahr              | Titel Album                  | DE | AT | CH | Anmerkungen                                               |
| ----------------- | ---------------------------- | --- | --- | --- | --------------------------------------------------------- |
| als Jess          |                              | | | |                                                           |
|                   |                              | | | |                                                           |
| 2003              | Ten Steps Back –             | DE41 (8 Wo.)DE | AT54 (4 Wo.)AT | — | Erstveröffentlichung: 8. September 2003                   |
| 2004              | Don’t Get Me Started –       | DE51 (4 Wo.)DE | — | — | Erstveröffentlichung: 9. August 2004                      |
| 2005              | Du bist wie ich –            | DE78 (2 Wo.)DE | — | — | Erstveröffentlichung: 7. März 2005                        |
| als Jessica Wahls |                              | | | |                                                           |
|                   |                              | | | |                                                           |
| 2005              | Bedingungslos –              | DE92 (2 Wo.)DE | — | — | Erstveröffentlichung: 4. November 2005                    |
| 2014              | Du bist nicht allein –       | — | — | — | Erstveröffentlichung: 7. November 2014 mit Volker Schlag  |
| 2017              | Nichts ist mehr wie früher – | — | — | — | Erstveröffentlichung: 14. November 2017 mit Volker Schlag |

## Filmografie
- 2009: The Vampires Club (Kurzfilm)